# Zatopienie RMS Falaba
Zatopienie RMS Falaba – zatopienie brytyjskiego statku pasażersko-pocztowego, które miało miejsce 28 marca 1915 roku w Kanale Św. Jerzego na wysokości Milford. RMS „Falaba” został storpedowany przez niemiecki okręt podwodny U 28 dowodzony przez Georga Günthera von Forstnera. Na pokładzie znajdowało się 260 osób w tym kobiety i dzieci, z czego 104 osoby poniosły śmierć. Wydarzenie to uznawane jest za jedną z pierwszych i najbardziej okrutnych zbrodni Niemców podczas pierwszej wojny światowej.